# Allocosa mogadorensis
Allocosa mogadorensis là một loài nhện trong họ wolfspinnen (Lycosidae).
Loài này thuộc chi Allocosa. Allocosa mogadorensis được Eugène Simon miêu tả năm 1909.